# The Notorious B.I.G.

Zeichnung von The Notorious B.I.G.

The Notorious B.I.G. (* 21. Mai 1972 in Brooklyn, New York City; † 9. März 1997 in Los Angeles, Kalifornien; bürgerlich Christopher George Latore Wallace), auch als Biggie, Biggie Smalls, Big Poppa, B.I.G. und Frank White bekannt, war einer der bedeutendsten US-amerikanischen Rapper der 1990er-Jahre.
Wallace gilt als Zugfigur des Hardcore-Rap und ist, gemessen an den Verkaufszahlen, einer der erfolgreichsten Rapper überhaupt. Archivaufnahmen wurden nach seinem Tod ebenfalls Verkaufserfolge. Wallaces Markenzeichen ist seine laid-back vorgetragene und reimtechnisch komplexe Vortragsweise, die durch ihre Aggressivität oft den düsteren Inhalt seiner Texte kontrastiert. Seine Lyrik war meist semi-autobiografisch und reichte von den desolaten Umständen als Rauschgifthändler im Ghetto New York Citys über seine Depressionen, seine Schwierigkeiten als junger Vater und verstoßener Sohn bis hin zu Erzählungen über Feiern und Drogenexzesse.
Der in Brooklyn geborene und aufgewachsene Wallace unterschrieb 1992 im Alter von 20 Jahren bei Sean Combs’ Label Bad Boy Records, wobei er zunächst durch Gastauftritte auf Singles anderer Künstler erste Bekanntheit erreichte. Sein 1994 veröffentlichtes Debütalbum Ready to Die gilt als Meisterwerk des Gangsta- und Hardcore-Raps und verhalf Wallace durch die Singles Juicy und Big Poppa zu internationalem Erfolg. Durch das Album avancierte er zur zentralen Figur des Eastcoast-Hip-Hop und konnte die Ostküste erstmals als gleichberechtigten Konkurrenten zur bis dato vom Westcoast-Hip-Hop dominierten Rapszene etablieren. Bei den Billboard Music Awards 1995 wurde er zum Rapper des Jahres prämiert. Im selben Jahr kollaborierte er mit mehreren Musikgrößen, darunter Michael Jackson, und im folgenden Jahr führte er auch seine Protegé-Gruppe Junior M.A.F.I.A., allen voran seine damalige Freundin Lil’ Kim, zum internationalen Erfolg.
Nachdem sein ehemaliger Freund, der Rapper Tupac Shakur, 1994 angeschossen worden war und Wallace bezichtigt hatte, den Attentäter angestiftet zu haben, wurde Wallace in einen Konflikt zwischen der Ost- und Westküste involviert, der sich ab 1995 zuspitzte und im East-Coast-West-Coast-Streit gipfelte. Seinen vorläufigen Höhepunkt fand der Streit, der zuvor vor allem über Disstracks und Schlägereien ausgetragen worden war, mit der Ermordung Shakurs im September 1996 in Las Vegas, Nevada. Nur sechs Monate später, am 9. März 1997, wurde auch Wallace bei einem Besuch in Los Angeles, Kalifornien niedergeschossen und erlag noch am selben Tag im Alter von 24 Jahren seinen Verletzungen. Sein bereits fertig gestelltes zweites Album Life After Death wurde zwei Wochen später veröffentlicht, erreichte die Spitzenposition der Billboard 200, verkaufte sich über 6 Millionen Mal und gilt – wie sein Debüt – als Meisterwerk des Hip-Hop.
Wallaces Einfluss besteht bis heute. Rolling Stone bezeichnete ihn als den „besten Rapper, der je gelebt hat“ und sowohl Billboard als auch The Source kürten ihn zum „besten Rapper aller Zeiten“. Im Jahr 2006 setzte ihn MTV auf den dritten Platz ihrer Liste der „größten MCs“ und nannte ihn den „technisch anspruchsvollsten Rapper aller Zeiten“. Im Jahr 2020 wurde er in die Rock and Roll Hall of Fame aufgenommen.

## Leben und Karriere

### 1972–1991: Frühes Leben
Wallace wurde am 21. Mai 1972 als einziges Kind jamaikanischer Einwanderer im St. Mary’s Hospital im New Yorker Stadtbezirk Brooklyn geboren. Seine Mutter Voletta Wallace († 21. Februar 2025) arbeitete als Vorschullehrerin, sein Vater George Latore war Fabrikarbeiter und kurzzeitig als Politiker aktiv. Er verließ die Familie, als Wallace zwei Jahre alt war. Zu dieser Zeit übte seine Mutter zwei Berufe aus, um ihr Kind zu ernähren. Wallace wuchs in 226 St. James Place in Brooklyns Clinton Hill auf, nahe der Grenze zu Bedford-Stuyvesant. Streng katholisch erzogen besuchte Wallace die Queen of All Saints Middle School, in der er als besonders hervorragender Schüler hervortrat; für seine Leistungen in Englisch konnte er mehrere Preise gewinnen. Jeden Sonntag besuchten Wallace und seine Mutter die St. Peter Claver Church in ihrem Stadtteil. Im Alter von 10 Jahren erhielt Wallace aufgrund seines starken Übergewichts den Spitznamen Big. Nach eigenen Angaben stieg Wallace mit 12 Jahren mit seinem Freund Damion Butler, bekannt als D-Roc, ins Drogengeschäft ein. Seine Mutter erfuhr erst im Erwachsenenalter davon.
Als Jugendlicher begann Wallace mit dem Rappen, wobei er zunächst nur mit lokalen Gruppen wie den Old Gold Brothers und den Techniques auftrat, um die Leute auf seiner Straße zu unterhalten. Sein ältester bekannter Künstlername war MC CWest. Auf seinen Wunsch hin wechselte Wallace von der Bishop Loughlin Memorial High School in Fort Greene zur George Westinghouse Career and Technical Education High School in Downtown Brooklyn. Laut seiner Mutter war Wallace immer noch ein guter Schüler, entwickelte aber eine „Klugscheißer“-Einstellung. Im Alter von 17 Jahren im Jahr 1989 brach Wallace die High School ab und stieg zunehmend in die Kriminalität ab. Im selben Jahr wurde er in Brooklyn wegen Waffenbesitzes verhaftet und zu einer fünfjährigen Bewährungsstrafe verurteilt. Nachdem er im Folgejahr gegen seine Bewährungsauflagen verstoßen hatte, wurde er verhaftet. Als er ein Jahr später, 1991, erneut wegen des Handels mit Crack in North Carolina verhaftet wurde, kam er für neun Monate ins Gefängnis, ehe er auf Kaution freikam.

### 1991–1994: Frühe Karriere und erstes Kind
Nach seiner Entlassung aus dem Gefängnis nahm Wallace ein Demotape mit dem Titel Microphone Murderer auf. Als Künstlernamen nutzte er Biggie Smalls, eine Anspielung auf seinen Spitznamen Big, sein Übergewicht von damals rund 350 Pfund (circa 160 kg) und die von Calvin Lockhart gespielte Figur in Sidney Poitiers Film Drehn wir noch’n Ding. In den Straßen von Brooklyn konnte sich das Tape zwar rasend verbreiten, bekam allerdings außerhalb von Brooklyn kaum Aufmerksamkeit. Dies änderte sich 1992 schlagartig, nachdem Mister Cee, DJ des namhaften Rappers Big Daddy Kane, das Tape gehört und es dem bekannten Hip-Hop-Magazin The Source weitergeleitet hatte. Tatsächlich bekam Wallace im März desselben Jahres einen Beitrag in der Kolumne „Unsigned Hype“, in der unbekannte Rapper mit großem Potential vorgestellt wurden. Hierdurch wurde Sean „Puffy“ Combs, damals Angestellter in der A&R-Abteilung von Uptown Records, auf Wallace aufmerksam, der wenig später ein Treffen mit Wallace arrangierte. Im April wurde Wallace auf Empfehlung Combs von Uptown unter Vertrag genommen; 1993 hatte er seinen ersten Gastbeitrag auf dem Song „A Buncha Niggas“ seiner Labelkollegen Heavy D & the Boyz. Mitte des Jahres feuerte Uptown Combs aus unbekannten Gründen, sodass dieser eine Woche später mit Bad Boy Records sein eigenes Label gründete. Wallace entschied sich, seinen Vertrag mit Uptown zu beenden, und wechselte zu Bad Boy.
Am 8. August 1993 gebar Wallaces Freundin Jane Jackson sein erstes Kind, seine Tochter T’yanna, obwohl das Paar zu dem Zeitpunkt bereits getrennt war. Wallace versprach seiner Ex-Freundin und Tochter „alles, was sie braucht“, um ihr eine gute Schulausbildung zu ermöglichen; er war bis zu seinem Tod überzeugt, dass er mit den notwendigen finanziellen Mitteln seinen Abschluss als Klassenbester gemacht hätte. Um für seine Tochter finanziell auszusorgen, handelte Wallace weiterhin mit Drogen, bis Combs dies entdeckte und ihn zwang, aufzuhören. Später im selben Jahr erhielt Wallace erstmals kleine Aufmerksamkeit durch seinen Beitrag auf dem Remix von Mary J. Bliges Single Real Love. Um einer möglichen Klage von Poitier zu entgehen, nannte er sich fortan The Notorious B.I.G.
Zu dieser Zeit machte ein örtlicher Drogenhändler Wallace mit Tupac Shakur bekannt, einem Untergrund-Rapper, der mit seinem zweiten Album Strictly 4 My N.I.G.G.A.Z. erste Erfolge an der Westküste der Vereinigten Staaten verzeichnen konnte. Labelkollege Lil’ Cease erzählte später, dass Shakur und Wallace außerhalb ihrer gelegentlichen gemeinsamen Auftritte eine enge Freundschaft pflegten und oft miteinander auf Reisen waren. Wallace habe Shakur regelmäßig in dessen Haus in Los Angeles besucht. Zu der Zeit bewarb Shakur Wallace als Überraschungsgast bei seinen Liveauftritten und machte ihn dadurch erstmals auch an der Westküste des Landes bekannt. Auch schlug Shakur ihm vor, seiner Rapgruppe Thug Life beizutreten, was Wallace jedoch ablehnte, da er bereits mit dem Gedanken spielte, seine eigene Gruppe zu gründen. Gemeinsam nahmen sie mehrere Lieder auf, darunter Runnin’ from tha Police, House of Pain und Let’s Get It On, die ursprünglich auf Shakurs nächstem Studioalbum Me Against the World veröffentlicht werden sollten. Yukmouth, ein Rapper aus Oakland, behauptete später, dass Wallaces Stil von Shakur inspiriert war. Dieser gab zwar zu, dass Shakur ihn ermutigt habe, auch kommerziellere Musik für das Radio zu schreiben, verwarf den Vorwurf aber ansonsten:

„Ich gebe zu, dass er [Tupac] mir viele Ratschläge gegeben hat, weil er viel [von dem Geschäft] wusste. […] Er meinte zu mir: ‚Du kannst so hart auf deinem Album rappen, wie du möchtest, aber sorg dafür, dass das Radio ein paar Hits spielen kann. Achte darauf, auch radiofreundliche Musik zu machen […]. Das hilft dir, dein Album zu verkaufen.‘ [Diesen Tipp] habe ich berücksichtigt, indem ich Big Poppa, One More Chance und Juicy geschrieben habe. Aber es war nur ein Ratschlag. Ich habe nichts von ihm gestohlen. […] Zu sagen, ich klinge wie er, ist wahnsinnig.“

Dem Remix von Real Love folgte ein weiterer Remix eines Mary J. Blige-Songs, What’s the 411? Wallaces Erfolge setzten sich, wenn auch in kleinem Schritt, mit Remixen von Neneh Cherrys Song Buddy X und dem Song Dolly My Baby des Reggae-Künstlers Super Cat, ebenfalls mit Combs, fort. Im April 1993 wurde Wallaces Solotitel Party and Bullshit auf dem Soundtrack von Ted Demmes Film Who’s the Man? veröffentlicht. Im Juli 1994 erreichte er seinen ersten nationalen Erfolg durch einen Gastauftritt auf einem Remix des Songs Flava in Ya Ear seines Labelkollegen Craig Mack auf, der Platz 9 der Billboard Hot 100 erreichte. Kurz darauf wurde zu Party and Bullshit auch ein Musikvideo gedreht, in dem neben Combs und Shakur auch die noch unbekannte Rapperin Lil’ Kim auftrat, für die Wallace später zum Mentor und Liebhaber wurde.

### 1994: DebütalbumReady to Dieund Ehe mit Faith Evans
Am 4. August 1994 heiratete Wallace die R&B-Sängerin Faith Evans, die er circa einen Monat vorher bei einem Bad-Boy-Fotoshooting kennengelernt hatte. Fünf Tage später konnte Wallace seinen ersten Charterfolg als Solokünstler mit der Doppel-A-Seite Juicy / Unbelievable verbuchen, die als Vorabsingle seines Debütalbums Platz 27 der amerikanischen und Platz 72 der britischen Singlecharts erreichte. Etwas später veröffentlichte Wallace die beiden Singles Big Poppa und One More Chance, die beide in die Top-10 der US-Charts gelangten und für je über eine Million verkaufter Einheiten mit einer Platin-Schallplatte ausgezeichnet wurden. Big Poppa erreichte außerdem die Spitzenposition der U.S. Rap Charts und ist mittlerweile von der RIAA mit sechsfachem Platin ausgezeichnet worden. Auch Juicy wurde mit sechsfachem Platin ausgezeichnet.
Ready to Die wurde am 13. September 1994 veröffentlicht. Es erreichte Platz 13 der Billboard 200, wurde für über sechs Millionen verkaufter Einheiten mit sechsfachem Platin ausgezeichnet und konnte Wallace international berühmt machen. Zu einer Zeit, in der Hip-Hop völlig von der Westküste dominiert wurde, lenkte das Album die Aufmerksamkeit wieder auf die Ostküste, deren Repräsentant Wallace von nun an war. Für die Produktion zeigten sich vor allem Easy Mo Bee und DJ Premier verantwortlich. Kritisch wurde es ein riesiger Erfolg und heute gilt es als Meisterwerk sowie stilprägendstes Album des Hardcore-Raps. So wurde das Album von Rolling Stone 2022 zum „besten Rap-Album aller Zeiten“ gekürt. Zudem erwähnte der Journalist Robert Dimery es in seinem Bestseller-Buch 1001 Albums You Must Hear Before You Die. Bis heute wurde das Album mehrfach als Remastered-Version neu veröffentlicht, darunter 2004, 2015 und 2021.
Zu der Zeit freundete sich Wallace mit dem Basketballspieler Shaquille O’Neal an, angeblich bei einer Hörprobe für Gimme the Loot. O’Neal bat um eine Zusammenarbeit, aus der der Song You Can’t Stop the Reign hervorging. Im Jahr 2015 erzählte Daz Dillinger, ein häufiger Kollaborateur Shakurs, dass auch er und Wallace „cool miteinander“ waren, obwohl die Lage zwischen Shakur und Wallace bereits angespannt war.

### 1995: Zusammenarbeit mit Michael Jackson, Erfolge mit Junior M.A.F.I.A. und Konflikt mit der Westküste
Wallace arbeitete mit dem „King of Pop“ Michael Jackson an dem Song This Time Around, der auf Jacksons Album HIStory – Past, Present and Future Book I von 1995 zu hören ist. Lil’ Cease behauptete später, dass Wallace ihn gebeten habe, während des Treffens mit Jackson zurückzubleiben, weil er „Michael keine Kinder anvertraue“ – eine gehässige Anspielung auf die Vorwürfe sexuellen Missbrauchs gegen Jackson im Jahr 1993 und Ceases junges Alter von nur 18 Jahren. Dieser Erzählung nach sei Wallace also trotz der Zusammenarbeit Jackson gegenüber eher ablehnend aufgetreten. Die Darstellung widerspricht der des Produzenten Dallas Austin und des Soundtechnikers, die bei den Sitzungen dabei waren und beschrieben, dass Wallace vor Freude, Jackson zu sehen, fast in Tränen ausbrach.
Im Sommer lernte Wallace Charli Baltimore kennen, mit der er eine Liebesbeziehung einging. Wenige Monate nach Beginn ihrer Beziehung hinterließ sie ihm eine Sprachnachricht mit einem selbstgeschriebenen Rap-Vers und er ermutigte sie zu einer Karriere im Rap-Business.
Nach einem Auftritt in Sacramento wurden Wallace und seine Freunde von einer Schlägertruppe angegriffen, die dem Rapper E-40 nah waren. Sie waren wütend über ein Interview, das Wallace einem kanadischen Magazin gegeben hatte, in dem er E-40 mit 0 von 10 Punkten bewertet hatte. Einer von Wallaces Gefolgsleuten überzeugte die Gruppe, E-40 ans Telefon zu holen; dieser befahl den Männern, die Gruppe freizulassen, und begleitete Wallace sicher zum Flughafen.
Im August 1995 veröffentlichte Wallaces Protegé-Gruppe Junior M.A.F.I.A. (Kurzform für „Junior Masters At Finding Intelligent Attitudes“) ihr Debütalbum Conspiracy. Die Gruppe bestand aus seinen Freunden aus Kindertagen und umfasste Rapper wie Lil’ Kim und Lil’ Cease, von denen vor allem Erstere später als Solokünstlerin berühmt wurde. Das Album wurde mit Gold ausgezeichnet und die Singles Player’s Anthem und Get Money, beide mit Wallace, erhielten Gold und Platin. Wallace arbeitete weiterhin mit R&B-Künstlern zusammen, so etwa mit den R&B-Gruppen 112 (bei Only You) und Total (bei Can’t You See), die beide die Top 20 der Hot 100 erreichten. Am Ende des Jahres war Wallace gemessen an Verkaufszahlen der erfolgreichste männliche Solokünstler und Rapper in den US-amerikanischen Pop- und R&B-Charts. Im Juli 1995 erschien er auf der Titelseite von The Source mit der Überschrift „The King of New York Takes Over“, eine Anspielung auf seinen Alias Frank White, der auf einer Figur aus dem Film King of New York von 1990 basiert. Bei den Source Awards im August 1995 gewann er die meisten Preise des Abends, nämlich als „bester neuer Künstler (Solo)“, „Texter des Jahres“, „Live-Performer des Jahres“ und mit Ready to Die als „Debütalbum des Jahres“. Bei den Billboard Music Awards wurde er als „Rap-Künstler des Jahres“ ausgezeichnet.
Im selben Jahr wurde Wallace in eine Rivalität zwischen den Hip-Hop-Szenen der Ost- und Westküste mit Shakur verwickelt, der mit ihm von nun an verfeindet war. In einem Interview mit Vibe im April 1995 beschuldigte Shakur Sean Combs und Wallace, den Raubüberfall am 30. November 1994 arrangiert zu haben, bei dem er fünfmal lebensgefährlich angeschossen wurde. Er sehe sich durch Wallaces Lied Who Shot Ya?, das er als unterschwelligen Disstrack verstand und das nur kurz nach der Schießerei veröffentlicht wurde, in seiner Annahme bestätigt. Wallace und sein Gefolge befanden sich zum Zeitpunkt der Schießerei zwar in demselben Aufnahmestudio in Manhattan, bestritten aber die Anschuldigung. In einem Interview sagte Wallace zu der Situation:

„Es war einfach nur ein Zufall, dass er [Shakur] im Studio war. Er konnte nicht wirklich sagen, wer zu diesem Zeitpunkt etwas damit zu tun hatte, also hat er die Schuld einfach auf mich geschoben.“

Im Jahr 2012 behauptete ein Mann namens Dexter Isaac, dass er Shakur in dieser Nacht angegriffen habe und der Überfall vom ehemaligen Drogenhändler Jimmy Henchman inszeniert worden sei. Nach seiner Entlassung aus dem Gefängnis unterschrieb Shakur am 15. Oktober 1995 bei Death Row Records. Der Vorsitzende des Labels, Suge Knight, nutzte den Streit zwischen Wallace und Shakur, um diesen zu einem Kleinkrieg zwischen der gesamte Ost- und der gesamten Westküste auszudehnen. Exemplarisch dafür stehen dessen Angriffe gegen Combs bei den Source-Awards:

“Any Artist out there, who wanna be an artist and wanna stay a Star and don’t want the executive of your label all in the video, all over the record, dancin’, come to Death Row.”

„Jeder Künstler, der Künstler und Star bleiben will und nicht will, dass der Vorstand eurer Plattenfirma überall auf dem Album oder dem Video erscheint und rumtanzt – unterschreibt bei Death Row.“

 Über die Jahre eskalierte der Streit in mehrere gewaltsame Auseinandersetzungen und auch der Kader der beteiligten Parteien erweiterte sich stetig.

### 1996: Verhaftungen, Beschuldigungen an Shakurs Tod, Autounfall und zweites Kind
Am 23. März 1996 wurde Wallace vor einem Nachtclub in Manhattan verhaftet, weil er zwei Fans verfolgt und bedroht hatte, indem er die Scheiben ihres Taxis einschlug und einen der beiden schlug. Er bekannte sich des „second-degree harassment“ (wortwörtliche Übersetzung: „Belästigung zweiten Grades“, ein vergleichbarer Straftatbestand existiert im deutschen Strafrecht nicht) schuldig und wurde zu 100 Stunden gemeinnütziger Arbeit verurteilt. Mitte 1996 wurde er in seinem Haus in Teaneck, New Jersey, aufgrund von Drogen- und Waffenbesitzes verhaftet. Bei den Soul Train Music Awards 1996 traf Wallace das erste Mal seit dem Vorfall auf Shakur, der ihn mit „den Gerüchten“ konfrontierte. Im Verlauf des hitzigen Gesprächs wurde eine Waffe gezogen. Security konnte die Gruppen aber trennen, bevor es zu Handgreiflichkeiten kam.
Im Juni 1996 veröffentlichte Shakur einen Disstrack gegen Wallace unter dem Titel Hit ’Em Up, in dem er behauptete, Sex mit Wallaces entfremdeter Ehefrau Faith Evans gehabt zu haben; außerdem habe Wallace seinen Stil und sein Image kopiert. Wallace bezog sich auf die erste Behauptung in Jay-Zs Brooklyn’s Finest mit der humoristischen Zeile: „If Faye have twins, she'd probably have two 'Pacs. Get it? 2Pac's?“ Eine direkte Reaktion auf das Lied erfolgte jedoch nie, stattdessen erklärte er 1997 in einem Radiointerview, dass es „nicht sein Stil“ sei und er den Streit ohnehin für überflüssig gehalten habe. Evans selbst dementierte die Gerüchte, mit Shakur geschlafen zu haben, sowohl in ihrer Autobiografie als auch in Interviews.
Am 7. September 1996 wurde Shakur aus einem vorbeifahrenden Auto in Las Vegas durch mehrere Schüssen getroffen; er starb sechs Tage später. Gerüchte über eine Beteiligung von Wallace an der Ermordung von Shakur machten bald die Runde. In einer Serie der Los Angeles Times aus dem Jahr 2002 mit dem Titel „Who Killed Tupac Shakur?“, die sich vor allem auf Polizeiberichte stützte, berichtete Chuck Philips, dass die Schießerei von einer Gang aus Compton, den Southside Crips, verübt wurde, um sich für eine von Shakur initiierte Schlägerei zu rächen. Wallace sei aber ebenso involviert gewesen, weil er die Waffe bezahlt habe. Ein weiterer Journalist derselben Zeitschrift, Mark Duvoisin, bezeichnete dies als „maßgeblichen Bericht über die Ermordung von Shakur“, weil „Philips Geschichte allen Anfechtungen ihrer Richtigkeit standgehalten hat.“ Wallaces Familie wehrte sich gegen die Vorwürfe des Berichts und legte Dokumente vor, aus denen sich ergeben soll, dass Wallace zur fraglichen Zeit in New York und New Jersey war. Die New York Times kritisierte die Dokumente als nicht schlüssig und erklärte:

„Bei den Dokumenten handelt es sich angeblich um drei Computerausdrucke aus [dem Studio] Daddy’s House, aus denen hervorgeht, dass Wallace in der Nacht des Mordes im Studio war, um den Song Nasty Boy aufzunehmen. Sie weisen darauf hin, dass Wallace die Hälfte des Tages geschrieben hat [und die zweite], um [seinen ersten Take] aufzunehmen. Nichts deutet aber darauf hin, dass die Dokumente an dem Tag erstellt wurden. Und Louis Alfred, der Tontechniker, der auf den Blättern aufgeführt ist, meinte in einem Interview, dass er sich daran erinnere, den Song mit Wallace spät in der Nacht aufgenommen zu haben, nicht am Tag. Er konnte sich nicht an das genaue Datum erinnern, glaubte aber, dass es wahrscheinlich nicht die Nacht war, in der Shakur erschossen wurde.“

Evans erinnerte sich hingegen, dass ihr Mann sie in der Nacht von Shakurs Tod anrief und vor Schreck weinte. Sie sagte: „Ich denke, man kann sagen, dass er wahrscheinlich Angst hatte, bei allem, was zu dieser Zeit passierte und bei all dem Rummel, der um diesen so genannten Streit gemacht wurde, obwohl er in der Tiefe seines Herzens gegen niemanden etwas hatte.“ Wayne Barrow, Wallaces Manager zu dieser Zeit, bekräftigte die Aussage von Wallaces Familie, dass dieser in der Nacht Nasty Boy aufgenommen  habe. Und auch Snoop Dogg gegenüber habe Wallace behauptet, Shakur nie gehasst zu haben. Tatsächlich finden sich auf Life After Death mehrere positive Referenzen auf Künstler der Westküste, zum Beispiel die Anspielung auf Snoop Doggs erfolgreiches Debütalbum Doggystyle auf Somebody’s Gotta Die: „I’m sittin in the crib dreamin’ about leer jets and coupes. The way Salt shoops and how to sell records like Snoop. Oops!“
Zwei Tage nach dem Tod von Shakur wurden Wallace und Lil’ Cease in Brooklyn verhaftet, weil sie in der Öffentlichkeit Marihuana rauchten; dabei wurde ihr Auto beschlagnahmt. Am nächsten Tag wählte Wallace einen Chevrolet Lumina APV als Ersatzfahrzeug, obwohl dieses Fahrzeug Probleme mit den Bremsen hatte. Der Wagen kollidierte auf dem New Jersey Turnpike mit einer Leitplanke, wodurch alle Personen im Wagen – Wallace, Lil’ Cease und Charli Baltimore – schwer verletzt wurden.
Wallace verbrachte nach dem Unfall mehrere Monate in einem Krankenhaus. Er nutzte vorübergehend einen Rollstuhl, musste zum Laufen einen Stock benutzen und eine Therapie machen. Trotz des Krankenhausaufenthalts arbeitete er weiter an dem Album. Im Text von Long Kiss Goodnight wird auf den Unfall Bezug genommen: „Ya still tickle me, I used to be as strong as Ripple be / Til Lil’ Cease crippled me.“
Am 29. Oktober 1996 brachte Evans das zweite Kind von Wallace, seinen Sohn Christopher Jr., zur Welt. Im darauf folgenden Monat veröffentlichte das Junior M.A.F.I.A.-Mitglied Lil’ Kim ihr Debütalbum Hard Core, wobei Wallace, weiterhin ihr Geliebter, die Aufgabe des ausführenden Produzenten übernahm.

### 1997: Zweites AlbumLife After Death
Am 27. Januar 1997 wurde Wallace zur Zahlung von 41.000 US-Dollar Schmerzensgeld verurteilt, weil er und sein Gefolge den Freund eines Konzertveranstalters nach einem Streit im Mai 1995 zusammengeschlagen haben sollen. Wegen desselben Vorfalls folgte wenig später auch eine strafrechtliche Anzeige wegen Körperverletzung, wobei am Ende alle Anklagen – auch die wegen Raubes – fallengelassen wurden. Nach diesen Ereignissen äußerte Wallace den Wunsch, sich auf seinen „Seelenfrieden“, seine Familie – allen voran seine Tochter T’yanna – und Freunde zu konzentrieren.
Im Februar 1997 reiste Wallace nach Kalifornien, um sein Album Life After Death zu bewerben und ein Musikvideo für die Leadsingle Hypnotize zu drehen. Im selben Monat waren Wallace und seine Affäre Charli Baltimore in einen häuslichen Streit im Four Seasons Hotel verwickelt, bei dem es um gefundene Polaroid-Bilder von Wallace und anderen Frauen ging. Wallace hatte Lil’ Cease in der Nacht zuvor angewiesen, die Tasche mit den Fotos aus dem Zimmer zu nehmen. Im Verlauf des Streits wurden Wallaces Ehering und Uhr aus dem Fenster geworfen, wobei Ersterer nicht mehr gefunden werden konnte.

## Tod

### Vor dem Attentat
Am 7. März überreichte Wallace bei den Soul Train Music Awards 1997 einen Preis an Toni Braxton und wurde von einigen Zuhörern ausgebuht. Eine Weiterreise nach London am nächsten Morgen wurde abgesagt. Am darauffolgenden Abend, dem 8. März, besuchten er und das Gefolge von Bad Boy Records eine von der Zeitschrift Vibe und Qwest Records veranstaltete After-Party im Petersen Automotive Museum, die von Kidada Jones im Carthay Circle in Los Angeles geleitet wurde. Weitere Gäste waren Faith Evans, Aaliyah, Chris Tucker, Ginuwine, Irv Gotti, Jermaine Dupri, Da Brat, Missy Elliot, Timbaland, Kenny Burns, DJ Clue und Mitglieder der Straßengangs Bloods und Crips.
Der Fotograf Eric Johnson erzählte später davon, dass ein geplantes Fotoshooting mit Wallace in Los Angeles deshalb nicht stattfinden konnte, weil dieser ständig Morddrohungen erhielt.

### Attentat
Am 9. März 1997 um 00:30 Uhr (PST) fuhr Wallace mit seinem Gefolge in zwei Chevrolet Suburbans zu einer After-Party im Haus von Steve Stoute in den Hollywood Hills. Vor der Abfahrt schloss das Los Angeles Fire Department die Party wegen Geräuschbelästigung vorzeitig. Wallace fuhr auf dem Beifahrersitz zusammen mit seinen Kollegen D-Roc, Lil’ Cease und Gregory Young. Sean Combs fuhr im anderen Fahrzeug zusammen mit Eugene Deal, Tone, Stevie J. und dem Fahrer Kenny. Die beiden Autos wurden von einem Chevrolet Blazer verfolgt, in dem der Sicherheitschef von Bad Boy Records, Paul Offord, saß.
Um 00:45 Uhr hielt Wallaces Geländewagen an einer roten Ampel an der Ecke Wilshire Boulevard. Zwei Minuten später hielt ein dunkler Chevrolet Impala neben Wallaces Suburban an. Der dunkelhäutige Fahrer des Impala kurbelte sein Fenster herunter, zog eine brünierte 9-mm-Pistole und feuerte auf den SUV; vier Kugeln trafen Wallace. Dessen Begleiter brachten ihn ins Cedars-Sinai Medical Center, in dem die Ärzte erfolglos eine Thorakotomie durchführten. Um 01:15 Uhr wurde Wallace für tot erklärt.
Der Autopsiebericht wurde im Dezember 2012, fünfzehn Jahre nach seinem Tod, veröffentlicht. Dem Bericht zufolge waren drei der vier Schüsse nicht tödlich. Die erste Kugel traf seinen linken Unterarm und wanderte bis zum Handgelenk; die zweite Kugel traf ihn in den Rücken, verfehlte alle lebenswichtigen Organe und trat durch die linke Schulter aus; die dritte Kugel traf seinen linken Oberschenkel und trat durch die Oberschenkelinnenseite aus. Die vierte Kugel war tödlich: Sie drang durch die rechte Hüfte ein und traf mehrere lebenswichtige Organe, darunter den Dickdarm, die Leber, das Herz und den oberen Lappen der linken Lunge, bevor sie im linken Schulterbereich stecken blieb.
Die Ermittlungen zum Attentat wurden 2005 beendet und nach neuen Hinweisen in den Jahren 2006 und 2011 wieder aufgenommen. Die Tat bleibt trotzdem ungeklärt.
Der Tod von Wallace wurde von Hip-Hop-Kollegen und Fans weltweit betrauert. Der Rapper Nas sagte später, dass Wallaces Tod zusammen mit dem von Tupac Shakur „beinahe das Ende des Rap“ bedeutet habe.
Die Beerdigung von Wallace fand am 18. März in der Frank E. Campbell Funeral Chapel in Manhattan statt. Es nahmen rund 350 Trauernde teil, darunter Lil’ Cease, Queen Latifah, Mase, Faith Evans, SWV, Jay-Z, Damon Dash, DJ Premier, Charli Baltimore, Da Brat, Flavor Flav, Mary J. Blige, Lil’ Kim, Run-D.M.C., Busta Rhymes, Salt-N-Pepa, Foxy Brown und Sister Souljah. Nach der Beerdigung wurde sein Körper eingeäschert und die Asche seiner Familie übergeben.

## Posthume Veröffentlichungen
Sechzehn Tage nach seinem Tod wurde Wallaces zweites Album wie geplant als Doppelalbum veröffentlicht. Ursprünglich als Life After Death...'Til Death Do Us Part angekündigt, wurde der Titel später auf Life After Death gekürzt. Das Album erreichte die Höchstposition der Billboard 200, erhielt kritischen Beifall und gilt wie sein Debüt als Meisterwerk. Rolling Stone platzierte es 2020 auf Platz 179 der 500 besten Alben aller Zeiten. Auch kommerziell konnte Wallace den Erfolg seines Debütalbums wiederholen: Im Jahr 2000 wurde Life After Death von der RIAA mit einer Diamant-Schallplatte ausgezeichnet und bis heute gehört es mit über 6 Millionen Mal verkauften Einheiten zu den erfolgreichsten Rapalben aller Zeiten. Das Album wurde 2014 und 2022 als „Remastered-Version“ wiederveröffentlicht.
Die erste Single Hypnotize war das letzte Musikvideo, an dem Wallace selbst mitwirkte. Noch größeren Erfolg in den Charts hatte er mit der zweiten Single Mo Money Mo Problems. Beide Singles erreichten Platz 1 der Billboard Hot 100, womit Wallace zum ersten Künstler wurde, dem dies posthum gelang. Das Musikvideo der dritten Single Sky’s the Limit wurde unter der Regie von Spike Jonze gedreht, wobei Wallace und seine Zeitgenossen – darunter Combs, Lil’ Kim und Busta Rhymes – durch Kinderdarsteller dargestellt wurden. Im Dezember 1997 kürte die Zeitschrift Spin Wallace zum Künstler des Jahres und Hypnotize zur Single des Jahres.
Mitte 1997 veröffentlichte Combs sein Debütalbum No Way Out, auf dem Wallace bei fünf Songs als Gastbeitrag mitwirkte. Die bekannteste Single des Albums, I’ll Be Missing You mit Beiträgen von Faith Evans und 112, wurde Wallace gewidmet. Bei den Grammy Awards 1998 wurden Life After Death und seine ersten beiden Singles in der Kategorie Rap nominiert.
Seit 1996 war Wallace an der Zusammenstellung einer Hip-Hop-Supergroup, Commission, beteiligt, die aus ihm selbst, Jay-Z, Lil’ Cease, Combs und Charli Baltimore bestand. Die Commission wurde von Wallace in den Texten zu What’s Beef und Victory erwähnt, einem ersten Projekt kam aber sein früher Tod zuvor. Ein Lied auf Duets: The Final Chapter namens Whatchu Want (The Commission) ist an die Gruppe angelehnt.
Im Dezember 1999 veröffentlichte Bad Boy das Album Born Again. Es handelt sich um eine Kompilation von bisher unveröffentlichtem Material, gemischt mit Gastauftritten mehrerer Künstler, von denen viele zu Lebzeiten Wallace noch nicht aktiv oder bekannt waren. Trotz einiger positiver Kritiken wurde das Album weitgehend als „ungewöhnliche Zusammenstellung“ kritisiert; The Source beschrieb es als „Zusammenstellung einiger der ungeschicktesten Kollaborationen seiner Karriere.“ Trotzdem wurde das Album von der RIAA für über 2 Millionen verkaufte Einheiten in den Vereinigten Staaten mit Doppelplatin ausgezeichnet. Im Jahr 2001 wurde ein unveröffentlichter Gastbeitrag Wallaces von Michael Jacksons auf dessen Album Invincible verwendet.
Später wurde Material von Wallace auf „Foolish“ und „Realest Niggas“ (beide 2002) von Ashanti und „Runnin’ (Dying to Live)“ mit Shakur (2003) verwertet. Das letzte Studioalbum von Wallace, Duets: The Final Chapter setzte das auf Born Again begonnene Muster fort. Die Leadsingle „Nasty Girl“ wurde Wallaces erste Platz 1 Single in Großbritannien. Combs und Wallaces Mutter Voletta gaben an, dass das Album die letzte Veröffentlichung sein wird, die neues Material des Rappers enthält.
Ein Duett-Album, The King & I, mit Evans und Notorious B.I.G., wurde am 19. Mai 2017 veröffentlicht, wobei erneut auf bisher unveröffentlichtes Material des Rappers zurückgegriffen wurde.

## Musikstil

### Stimme und Flow
Wallace rappte meist in einem tiefen Ton, den Rolling Stone als „dichtes, schwungvolles Grummeln“ beschrieb. Seine Lieder wurden meist von Ad-Libs seines Produzenten Puff Daddy begleitet. In der Kolumne „Unsigned Hype“ von The Source, in der Wallace das erste Mal einem größeren Publikum vorgestellt wurde, ist sein Stil als „cool, nasal und [individuell]“ beschrieben. AllMusic lobte Wallace für sein „Talent, viele komplexe Reime ohne Vorbau in schneller Folge aufeinander zu stapeln.“
Time schrieb, er habe die besondere Fähigkeit, „mehrsilbige Reime unbeschwert klingen zu lassen“ und auch Professor Adam Krims bezeichnete seinen rhythmischen Stil als „flüssig“. Vor dem Beginn seiner Strophe nutzte Wallace oft lautmalerisch Vokabeln, wobei dieses Stilmittel besonders bei seinen Liveauftritten nützlich war, um seine Stimme aufzuwärmen. Meist handelte es sich um Ausrufe wie „uhhh“ zu Beginn von Hypnotize und Big Poppa, zum Teil um Fragewendungen wie „what?“ in Songs wie My Downfall.
Lateef Daumont von dem Hip-Hop-Duo Latyrx beschrieb Wallaces Art zu rappen als „intensive und komplexe Flows“. Fredro Starr von Onyx nannte ihn den „Meister des Flows“, und Bishop Lamont erklärte, er beherrsche „alle Hemisphären der Musik“. Um seinen Flow abwechselnd zu gestalten, wechselte Wallace regelmäßig zwischen komplexen Reimketten und Einzeilen-Reimschemata ab. Big Daddy Kane zeigte sich beeindruckt, dass Wallace kein großes Vokabular brauchte, um seine Zuhörer zu beeindrucken, denn er „[setze] seine Worte auf eine so geschickte Art und Weise zusammen, [dass es für seinen Stil] funktionierte.“
Wallace war dafür bekannt, die Vortragsweise seiner Texte in seinem Kopf zu entwickeln, anstatt sie auf Papier niederzuschreiben. Gelegentlich wich er auch von seinem üblichen Stil ab. Bei Playa Hater sang er in einem langsamen Falsett. Bei Notorious Thugs, seiner Zusammenarbeit mit Bone Thugs-N-Harmony, rappte er weite Passagen seiner Strophe in Doubletime, um sich dem Rapstil der Gruppe anzupassen.

### Lyrik
Wallaces lyrische Themen erstreckten sich von Mafioso-Geschichten (z. B. Niggas Bleed) und seiner Vergangenheit als Drogenhändler (z. B. Ten Crack Commandments) über materialistische Prahlerei (z. B. Hypnotize), schwarzen Humor (z. B. Just Playing (Dreams)) und Romantik (z. B. Me & My Bitch). Im Jahr 2004 bezeichnete ihn Rolling Stone als einen der „wenigen jungen männlichen Songwriter, die glaubwürdige Liebeslieder schreiben.“ In seinem Buch „How to Rap“ lobte der Rapper Guerilla Black Wallace dafür, sowohl „das Leben in der Oberschicht zu verherrlichen“ als auch „seinen Kampf [aus der Unterschicht] nachempfindbar zu machen.“
Der Journalist Touré von The New York Times schrieb 1994, dass Wallace in seinen Texten „autobiografische Details über Verbrechen und Gewalt mit emotionaler Ehrlichkeit vermischt.“ Marriott von der New York Times schrieb 1997 darauf aufbauend, dass Wallaces Texte nicht streng autobiografisch seien und er „ein Händchen für Übertreibungen [habe].“ Wallace antwortete darauf und meinte: „Mein Debütalbum ist ein großer Kuchen, wobei jedes Stück einen anderen Punkt in meinem Leben darstellt“, die aber „vom Anfang bis zum Ende mit Bitches und Niggaz zu tun [haben].“
Rolling Stone beschrieb Ready to Die als Kontrast zwischen „düsteren Straßenvisionen“ und „übermütigem Spaß, der das Lustprinzip zurück in den Hip-Hop bringt.“ AllMusic schrieb von einem „Gefühl des Niedergangs“ in einigen seiner Songs und The New York Times bemerkte, dass viele seiner Songs „mit Paranoia durchsetzt“ seien. Wallace beschrieb sich selbst als „pleite und deprimiert“, als er sein Debüt schrieb. Der letzte Song auf Wallaces Debütalbum, Suicidal Thoughts, beschreibt seine Sorgen und Suizidgedanken zu dieser Zeit.
Auf Life After Death wurde Wallaces Texte noch „tiefgründiger“. Krims lobte, wie sich auf dem Album peppige, tanzorientierte Tracks mit „Reality-Rap-Songs“ abwechseln. Das XXL-Magazin bemerkte, dass Wallace zwischen den Alben „sein Image aufpoliert“ habe, indem er von einem „mittelmäßigen Hustler“ auf seinem Debüt zu einem „Drogenboss“ auf seinem zweiten Album aufstieg.
AllMusic schrieb, dass der Erfolg von Ready to Die „größtenteils auf Wallaces Geschick als Geschichtenerzähler zurückzuführen ist.“ Bereits 1994 beschrieb Rolling Stone seine Fähigkeit „ein so lebendiges Klangbild zu malen, dass man direkt in die Szene versetzt wird.“ Auf Life After Death demonstrierte Wallace diese Fähigkeit als Geschichtenerzähler vor allem in dem Lied I Got a Story to Tell.

## Einfluss
The Notorious B.I.G. hat bis heute einen großen Einfluss im Hip-Hop Genre, insbesondere im Hip-Hop der Ostküste. Er gilt gemessen an den Verkaufszahlen als der erfolgreichste Rapper der Ostküste, der erfolgreichste Hardcore-Rapper und einer der erfolgreichsten Rapper aller Zeiten.

### Kritische Rezeption
AllMusic nannte ihn den „Retter des East Coast Hip-Hop“. Das Magazin The Source kürte ihn im Jahr 2002 zum „besten Rapper aller Zeiten“. Als das XXL-Magazin 2003 mehrere Hip-Hop-Künstler bat, ihre fünf Lieblings-Rapper aufzulisten, erschien Wallace auf mehr Listen als jeder andere Rapper. Im Jahr 2006 setzte ihn MTV auf Platz 3 ihrer Liste der „größten MCs aller Zeiten“ und nannte ihn den „technisch anspruchsvollsten Rapper aller Zeiten“. Die Redakteure von About.com setzten ihn auf Platz 3 ihrer Liste der „Top 50 MCs of Our Time“. 2012 setzte ihn The Source auf Platz 3 ihrer Liste der „Top 50 Lyrical Leaders of all time“. Rolling Stone bezeichnete ihn als den „besten Rapper, der je gelebt hat“. Und auch Billboard bezeichnete ihn 2015 als den besten Rapper aller Zeiten.

### Tribute anderer Künstler
Wallaces Texte wurden von einer Vielzahl von Künstlern gesampelt und zitiert, darunter Jay-Z, 50 Cent, Alicia Keys, Fat Joe, Nelly, Ja Rule, Eminem, Lil Wayne, The Game, Ariana Grande, Michael Jackson und Usher.
Bei den MTV Video Music Awards 2005 zollten Combs und Snoop Dogg Wallace Tribut, indem sie ein Orchester seine Lieder Juicy und Warning spielen ließen. Bei den VH1 Hip Hop Honors 2005 wurde ein Tribut an Wallace später als der Höhepunkt der Show bezeichnet.

### Wohltätigkeitsorganisationen
Zu Lebzeiten rief Wallace eine Bekleidungslinie namens Brooklyn Mint ins Leben, die sich auf Kleidung in Übergrößen konzentrierte. Nach seinem Tod wurde sie eingestellt. Im Jahr 2004 wurde die Marke durch Mark Pitts und Wayne Barrow mit Hilfe von Jay-Z zurück auf den Markt gebracht, wobei die verkauften T-Shirts nicht die ursprünglichen Designs, sondern Bilder von Wallace aufwiesen. Ein Teil des Erlöses ging an die Christopher Wallace Foundation und an Jay-Zs Shawn Carter Scholarship Foundation. 2005 beauftragte Voletta Wallace die Branding- und Lizenzierungsagentur Wicked Cow Entertainment mit der Leitung der Lizenzierungsbemühungen des Nachlasses. Weitere Produkte unter der Marke Wallace sind Actionfiguren, Decken und Mobil-Inhalte.
Die Christopher Wallace Memorial Foundation veranstaltet jedes Jahr ein Galadinner unter dem Titel „B.I.G. Night Out“, um Gelder für die Schulausrüstung von Kindern zu sammeln. Da es sich bei dieser Veranstaltung um eine Wohltätigkeitsveranstaltung für Kinderschulen handelt, soll „B.I.G.“ eine Doppelbedeutung haben – einmal der Künstlername des Rappers und einmal „Books Instead of Guns“ (deutsch: „Bücher statt Pistolen“).

### Künstlerische Tribute (Auswahl)
In der Fulton Street in Brooklyn, eine halbe Meile westlich von Wallaces altem Wohnblock, befindet sich ein großes Wandbild von ihm als Mao Zedong. Es existiert eine Petition dafür, die Ecke Fulton Street und St. James Place in der Nähe von Wallaces Elternhaus nach ihm zu benennen. Mit Unterstützung von örtlichen Unternehmen sammelte sie mehr als 560 Unterschriften. Im Jahr 2020 wurde verkündet, dass der ehemalige St. James Place offiziell in Christopher Wallace Way umbenannt wird.
Ein großes Porträt von Wallace spielt eine wichtige Rolle in der Netflix-Serie Marvel’s Luke Cage, da er als Muse für die Erschaffung Cornell „Cottonmouth“ Stokes diente.
2018 wurde ein Film veröffentlicht, der die Ermittlungen von LAPD-Detective Russell Poole zum Mord an Wallace beschreibt. City of Lies basiert auf dem Buch LAbrynith des Journalisten Randall Sullivan und beleuchtet die Korruption innerhalb des LAPD, die den Fall Wallace umgibt. Auch Voletta Wallace unterstützte Pooles These, dass die Untersuchungen des Falls demontiert worden seien.
Im August 2020 veröffentlichte Wallaces Sohn C.J. einen House-Remix von „Big Poppa“.
Eine Netflix-Dokumentation Biggie: Das ist meine Geschichte vom März 2021, die von Voletta Wallace und Combs produziert wurde, konzentriert sich auf das Leben von B.I.G., bevor er als „King of New York“ berühmt wurde. Er bietet einen „beispiellosen Zugang, der vom Wallace-Nachlass gewährt wurde.“

### Biopic
Notorious B.I.G. ist ein biografischer Film aus dem Jahr 2009 über Wallace und sein Leben, in dem der Rapper Jamal Woolard die Hauptrolle übernahm. Der Film wurde unter der Regie von George Tillman, Jr. gedreht und von Fox Searchlight Pictures vertrieben. Zu den Produzenten gehörten Sean Combs, Wayne Barrow und Mark Pitts sowie Voletta Wallace. Am 16. Januar 2009 wurde die Premiere des Films im Grand 18 Theater in Greensboro, North Carolina, verschoben, nachdem ein Mann vor Filmbeginn auf dem Parkplatz erschossen worden war. Der Film erhielt gemischte Kritiken und spielte weltweit über 44 Millionen Dollar ein.
Anfang Oktober 2007 begannen die offenen Casting-Aufrufe für die Hauptrolle. Beanie Sigel sprach für die Rolle vor, wurde aber nicht genommen. Sean Kingston verkündete öffentlich, die Rolle des Wallace zu spielen, was die Produzenten dementierten. Schließlich wurde der Rapper Jamal Woolard für die Rolle des Wallace ausgewählt, während sein Sohn Christopher Wallace jr. die Rolle des Kinds übernehmen sollte.
Zu den weiteren Darstellern gehören Angela Bassett als Voletta Wallace, Derek Luke als Sean Combs, Antonique Smith als Faith Evans, Naturi Naughton als Lil’ Kim und Anthony Mackie als Tupac Shakur. Bad Boy veröffentlichte am 13. Januar 2009 ein Soundtrack-Album zum Film.

## Diskografie
Studioalben

| Jahr                               | Titel Musiklabel                                        | Höchstplatzierung, Gesamtwochen, AuszeichnungChartplatzierungen (Jahr, Titel, Musiklabel, Platzierungen, Wochen, Auszeichnungen, Anmerkungen) | Höchstplatzierung, Gesamtwochen, AuszeichnungChartplatzierungen (Jahr, Titel, Musiklabel, Platzierungen, Wochen, Auszeichnungen, Anmerkungen) | Höchstplatzierung, Gesamtwochen, AuszeichnungChartplatzierungen (Jahr, Titel, Musiklabel, Platzierungen, Wochen, Auszeichnungen, Anmerkungen) | Höchstplatzierung, Gesamtwochen, AuszeichnungChartplatzierungen (Jahr, Titel, Musiklabel, Platzierungen, Wochen, Auszeichnungen, Anmerkungen) | Höchstplatzierung, Gesamtwochen, AuszeichnungChartplatzierungen (Jahr, Titel, Musiklabel, Platzierungen, Wochen, Auszeichnungen, Anmerkungen) | Anmerkungen                                                    |
| Jahr                               | Titel Musiklabel                                        | DE | AT | CH | UK | US | Anmerkungen                                                    |
| ---------------------------------- | ------------------------------------------------------- | --- | --- | --- | --- | --- | -------------------------------------------------------------- |
| 1994                               | Ready to Die Bad Boy Records                            | DE24 a (1 Wo.)DE | — | CH67 a (1 Wo.)CH | UK— PlatinUK | US15 ×6Sechsfachplatin · (97 Wo.)US | Erstveröffentlichung: 13. September 1994 Verkäufe: + 6.640.000 |
| 1997                               | Life After Death Bad Boy Records / Warner Music         | DE63 (21 Wo.)DE | — | — | UK23 Platin · (26 Wo.)UK | US1 Diamant + Platin · (90 Wo.)US | Erstveröffentlichung: 25. März 1997 Verkäufe: + 6.065.000      |
| Postum veröffentlichte Studioalben |                                                         | | | | | |                                                                |
|                                    |                                                         | | | | | |                                                                |
| 1999                               | Born Again Bad Boy Records / Warner Music               | DE47 (8 Wo.)DE | — | — | UK70 Gold · (1 Wo.)UK | US1 ×2Doppelplatin · (22 Wo.)US | Erstveröffentlichung: 7. Dezember 1999 Verkäufe: + 2.100.000   |
| 2005                               | Duets: The Final Chapter Bad Boy Records / Warner Music | DE55 (9 Wo.)DE | — | CH29 (11 Wo.)CH | UK13 Gold · (15 Wo.)UK | US3 Platin · (20 Wo.)US | Erstveröffentlichung: 20. Dezember 2005 Verkäufe: + 1.122.500  |

## Mediales Auftreten

### Filmografie
- 1995: The Show – als er selbst
- 1997: Rhyme & Reason – als er selbst
- 2002: Biggie & Tupac – Archivmaterial
- 2003: Tupac: Resurrection – Archivmaterial
- 2007: Notorious B.I.G. Bigger Than Life – Archivmaterial
- 2009: Notorious B.I.G. – Archivmaterial
- 2017: All Eyez on Me – Archivmaterial
- 2017: Biggie: The Life of Notorious B.I.G. – Archivmaterial
- 2018: Quincy – Archivmaterial
- 2021: Biggie: Das ist meine Geschichte – Archivmaterial

### Fernsehen
- 1995: New York Undercover – als er selbst
- 1995: Martin – als er selbst
- 2017: Who Shot Biggie & Tupac? – Archivmaterial
- 2018: Unsolved – Archivmaterial

## Auszeichnungen und Nominierungen
| Auszeichnung                                          | Jahr | Nominierte/r                           | Kategorie                              | Resultat  |
| ----------------------------------------------------- | ---- | -------------------------------------- | -------------------------------------- | --------- |
| The Source Hip-Hop Music Awards                       | 1995 | The Notorious B.I.G.                   | New Artist of the Year (Solo)          | Gewonnen  |
| The Source Hip-Hop Music Awards                       | 1995 | The Notorious B.I.G.                   | Lyricist of the Year                   | Gewonnen  |
| The Source Hip-Hop Music Awards                       | 1995 | The Notorious B.I.G.                   | Live Performer of the Year             | Gewonnen  |
| The Source Hip-Hop Music Awards                       | 1995 | Ready to Die                           | Album of the Year                      | Gewonnen  |
| Billboard Music Awards                                | 1995 | The Notorious B.I.G.                   | Rap Artist of the Year                 | Gewonnen  |
| Billboard Music Awards                                | 1995 | One More Chance / Stay with Me (Remix) | Rap Single of the Year                 | Gewonnen  |
| Billboard Music Awards                                | 1997 | Life After Death                       | R&B Album                              | Gewonnen  |
| Grammy Awards                                         | 1996 | Big Poppa                              | Best Rap Solo Performance              | Nominiert |
| Grammy Awards                                         | 1998 | Hypnotize                              | Best Rap Solo Performance              | Nominiert |
| Grammy Awards                                         | 1998 | Mo Money Mo Problems                   | Best Rap Performance by a Duo or Group | Nominiert |
| Grammy Awards                                         | 1998 | Life After Death                       | Best Rap Album                         | Nominiert |
| MTV Video Music Awards                                | 1997 | Hypnotize                              | Best Rap Video                         | Gewonnen  |
| MTV Video Music Awards                                | 1998 | Mo Money Mo Problems                   | Best Rap Video                         | Nominiert |
| Soul Train Music Awards                               | 1996 | One More Chance / Stay With Me (Remix) | Rap Song of the Year                   | Gewonnen  |
| Soul Train Music Awards                               | 1998 | Life After Death                       | Best R&B/Soul Album – Male             | Gewonnen  |
| Soul Train Music Awards                               | 1998 | Life After Death                       | R&B/Soul or Rap Album of the Year      | Nominiert |
| Soul Train Music Awards                               | 1998 | Mo Money Mo Problems                   | Best R&B/Soul or Rap Music Video       | Nominiert |
| Black Reel Award                                      | 2004 | Runnin’ (Dying to Live)                | Best Original or Adapted Song          | Nominiert |
| American Society of Composers, Authors and Publishers | 2005 | Runnin’ (Dying to Live)                | Top Soundtrack Song of the Year        | Gewonnen  |
| American Society of Composers, Authors and Publishers | 2017 | The Notorious B.I.G.                   | ASCAP Founders Award                   | Gewonnen  |
| American Society of Composers, Authors and Publishers | 2020 | Sicko Mode                             | Winning Rap and R&B/Hip-Hop Songs      | Gewonnen  |
| Rock and Roll Hall of Fame                            | 2020 | The Notorious B.I.G.                   | Performers                             | Gewonnen  |